# Corinna Lange
Corinna Lange (* 16. Dezember 1986 in Stade) ist eine deutsche Politikerin der SPD und seit 2022 Abgeordnete im Niedersächsischen Landtag.

## Leben und Beruf
Lange wuchs als jüngere von zwei Töchtern in Steinkirchen im Alten Land auf. Sie besuchte die Grund-, Haupt- und Berufsschule, letztere verließ sie mit dem erweiterten Realschulabschluss. Daran schloss sich eine Ausbildung zur Bürokauffrau bei der IHK Stade an. Während ihrer Ausbildung brachte sie ihr erstes Kind zur Welt. Nach Abschluss der Ausbildung war sie zehn Jahre lang in der Wirtschaft tätig. Danach folgte eine berufliche Umorientierung: Sie ließ sich zur staatlich geprüften Kinderpflegerin sowie zur Sozialpädagogischen Assistentin ausbilden. In diesem Beruf war sie bis zur Wahl in den Landtag in einer Kindertagesstätte in Stade tätig. Daneben begann sie ein Fernstudium der Sozialen Arbeit.
Lange wohnt seit 2014 in Deinste. Sie ist verheiratet und hat drei Kinder. Sie ist Mitglied der Gewerkschaft ver.di und im Sozialverband Deutschland. Ferner ist sie Schriftführerin des Schulfördervereins der Grundschule Fredenbeck und im Förderverein für Kinder- und Jugendarbeit der evangelischen Kirchengemeinden Fredenbeck und Mulsum aktiv.

## Politik
Lange wuchs in einer sozialdemokratisch geprägten Familie auf. Sie trat 2017 in die SPD ein. Seit 2020 ist sie stellvertretende Vorsitzende des SPD-Ortsvereins in der Samtgemeinde Fredenbeck. Seit 2021 gehört sie dem Gemeinderat von Deinste an und ist dort Fraktionsvorsitzende der SPD.
Bei der Landtagswahl 2022 gewann Lange das Direktmandat im Wahlkreis Stade und zog so in den Landtag ein.